# Mouriri sideroxylon
Mouriri sideroxylon är en tvåhjärtbladig växtart som beskrevs av Paul Antoine Sagot och José Jéronimo Triana. Mouriri sideroxylon ingår i släktet Mouriri och familjen Melastomataceae.
Artens utbredningsområde är Franska Guyana. Inga underarter finns listade i Catalogue of Life.